# Канцелярія (державна установа в Швеції)
Канцелярія (швед. Kunglig Majestäts kansli, Kanslikollegium; також Канцлі-колегія, Канцелярська колегія) — державна установа Швеції в XVI—XIX ст. Установа відома в більш твердих формах з часів правління Густава Ваза.

## Виникнення
У середньовічній Швеції при королях вже існувала посада канцлера, проте як орган центральної адміністрації Канцелярія складається лише XVI в. при королі Густаві Вазі (1523—1560). Спочатку вона складалася зі звичайних писарів, але з часом з'являється і посада секретаря. Будь-яких дорадчих функції Канцелярія ще не мала і не була урядом. Вона лише допомагала королю вести канцелярські справи, складала королівські листи і інші державні документи. Поступово штат Канцелярії ріс, і в ході реформи центрального управління, що проходила в 1539-43 рр., Густав Ваза поставив на чолі Канцелярії німця  Конрада фон Пюхю, призначивши його канцлером. Відповідальні посади в Канцелярії також зайняли вихідці з Німеччини, оскільки вони не мали соціальних коренів в країні і повністю залежали від короля. Під керівництвом К. фон Пюхю була проведена реорганізація устрою Канцелярії. Відтепер в ній були створені два відділення, які відрізнялися один від одного мовою діловодства і сферою діяльності: «німецька канцелярія» відала зносинами Швеції з позаскандинавськими країнами Європи, насамперед із німецькими князівствами, і «шведська канцелярія», у віданні якої залишилися справи внутрішнього управління та зносини з Данією. При синах Густава —  Еріку XIV (1560—1568) і  Карлу IX (1604—1611) — співробітники Канцелярії поступово починають робити деякий вплив на управління державою, але, по суті, її становище залишається незмінним.

## Період Великодержавності

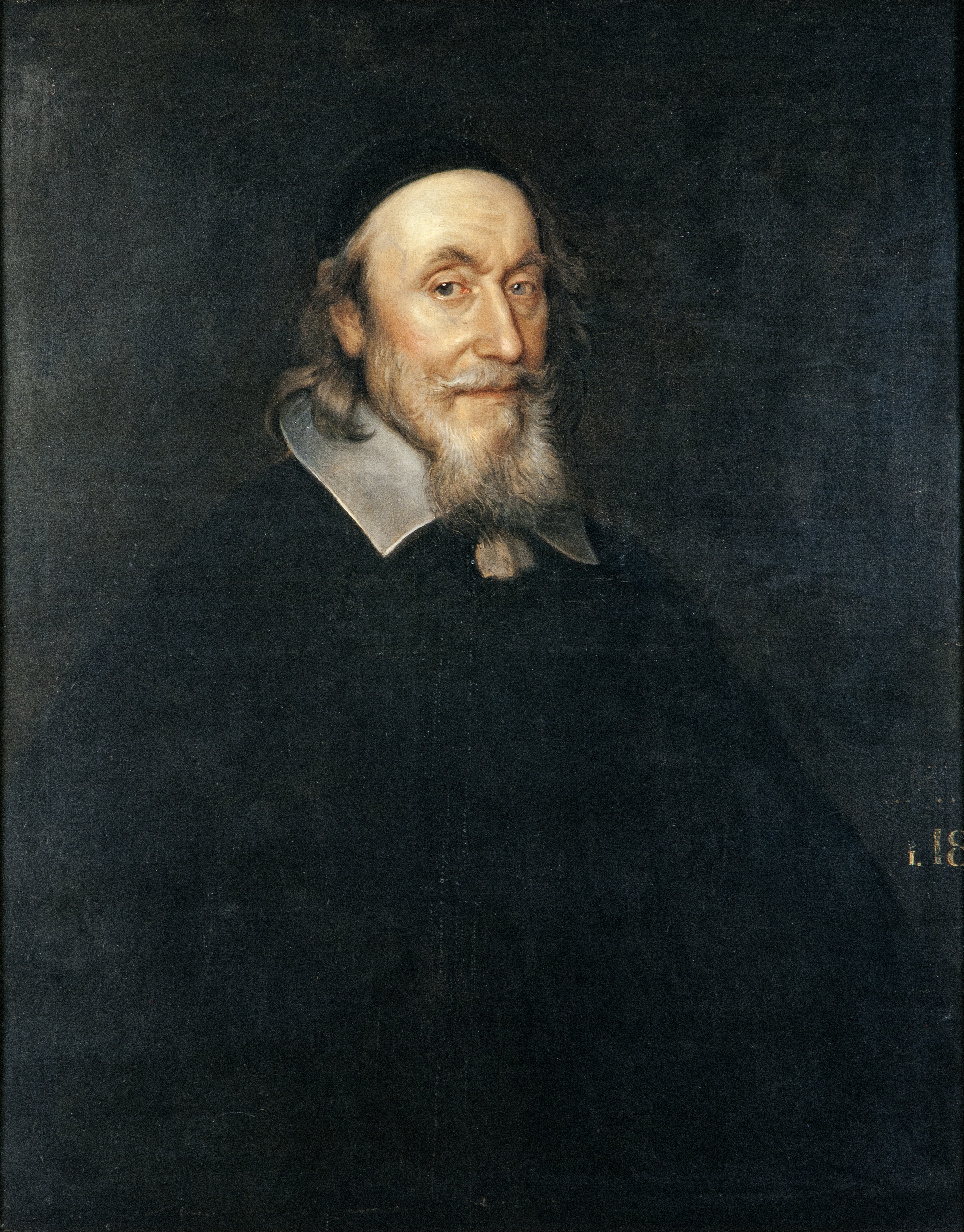
Аксель Оксеншерна канцлер 1612-1654.

При  Густаві II Адольфу (1611—1632) і його канцлері  Акселя Оксеншерни видається ряд регламентів (1612, 1613, 1618, 1620), покликаних впорядкувати роботу Канцелярії, визначити штат і обов'язки службовців. У 1626 році з'являється постанова, згідно з якою на чолі Канцелярії стає колегія з вищих чиновників: канцлера і двох канцелярських радників. Під їх керівництвом перебували чотири секретаря, у кожного з яких було своє коло обов'язків, і в підпорядкуванні яких знаходилися писарі. З цього часу можна говорити вже про Канцлі-колегії (канцелярські колегії), хоча ця назва увійшла в побут пізніше. Крім нововведень в організаційній структурі, відбулися також і зміни у функціях Канцелярії. З її відання були вилучені всі питання, що стосуються фінансів та оборони. Тепер вона відповідала за зовнішню політику, роздачею привілеїв, надання вказівок губернаторам, школи та ін. При цьому Канцелярія не тільки вела переписку з цих питань, а й розглядала фактичну суть справ і готувала доповіді для короля. Такий стан справ було закріплено  формою правління 1634 року. Разом з тим, в цей час збільшується штат Канцелярії: число канцелярських радників доведено до чотирьох, введено дві посади статс-секретарів і надвірного канцлера (гофканцлера). В їх підпорядкуванні знаходилися секретарі,  референдарії і писарі.
Аксель Оксеншерна, який очолив після смерті Густава II Адольфа регентську раду, багато в чому залишив за Канцелярією її старі функції, вимагаючи, щоб усі справи з інших колегій проходили через Канцлі-колегію, де вони готувалися б для доповіді. Таким чином, робили доповіді службовці (статс-секретарі, секретарі та референдарії) з часом почали впливати на прийняття рішень, тим самим отримавши дорадчі функції, виступивши як конкурент риксрода.
У період правління  регентської ради при малолітньому  Карлі XI (1660—1697) влада знову зосередилася в руках риксрода.
При Карлі XI Канцелярія займає міцніші позиції. Уже в ході  Сконської війни (1675—1679) секретарі Канцелярії стали найближчими помічниками короля. Карл XI скасував посаду риксканцлера і ввів посаду президента Канцелярії, у відання якого були передані питання зовнішньої політики. Однак не тільки Канцелярія мала дорадчі функції. Король часто радився з представниками й інших областей державного управління. Лише при  Карлі XII (1697—1718) зросло значення секретарів, коли в 1697 році король призначив двох статс-секретарів —  К.Піпера і Т.Полуса — державними радниками (étatsråd), тобто членами риксрода, що зберегли за собою посади в Канцелярії і право робити доповіді. У 1713 році король, перебуваючи в Туреччині, пішов ще далі. Він видав указ, згідно з яким зовнішні справи, архіви, бібліотеки, поштове відомство та ін. передавалися у відання колегіальної установи, яка зберігала за собою назву Канцлі-колегії. Обов'язки по веденню листування і складання доповідей були передані шести експедиціям. На чолі кожної експедиції стояв омбудсрод (ombudsråd), ревізійну експедицію очолював верховний омбудсман (högste ombudsman). Втім, всі ці зміни відбулися не раніше, ніж Карл XII повернувся в 1715 р до Швеції.

## «Епоха Свободи»
Після смерті Карла в 1718 р в Швеції була обмежена королівська влада, що призвело до змін в адміністративному апараті. Центральне місце в ньому тепер зайняв риксрод.
Положення Канцелярії повернулося до ситуації, що існувала до Карла XII. Відтепер до її компетенції входили питання зовнішніх зносин, поштова служба, школи, академії, архіви, бібліотеки, а також складання доповідей і ведення переписки.
Над нею стояв риксрод, в якому голос мали президент «К.» і його найближчий помічник — радник державної канцелярії. Робити доповіді королю мали право чотири експедиції: ревізійна, що займалася питанням юстиції, і три статс-експедиції, які відповідали за зовнішні зносини, оборону і «цивільні справи». Від ревізійної експедиції доповіді королю робив ревізійний секретар (revisionssekreterare), канцлер же юстиції (justitiekansler) відповідав за загальний нагляд за справами правосуддя. Від статс-експедицій доповіді робили статс-секретарі.
Наступним за старшинством після президента і радника державної канцелярії був надвірний канцлер (гофканцлер), за ним слідували чотири канцелярських радника, різного роду секретарі і т. д.
Завдяки тому значенню, яке «К.» отримала в державному управлінні в еру свобод, її президент придбав вирішальний голос в риксрода.

## Густавіанський період
Після перевороту 1772 г. Густав III до трьох статс-експедицій додає четверту — торгово-фінансову, слідом за якою в 1789 році виникає ще одна — духовних справ (обидві були скасовані в 1792 р.).
Риксрод продовжував залишатися дорадчим органом, проте його вплив було підірвано. Король надавав перевагу розглядати справи в своїй раді, куди, крім членів риксрода, на свій розсуд запрошував і інших чиновників. У цьому органі статс-секретарі отримали значний вплив. При Густаві серед найбільш впливових осіб було кілька статс-секретарів та інших службовців «К.»: Ю. Лільенкранц, Е. Шрьодерхейм, К. Г. Нордін, К. А. Вахтмейстер. На початку правління Густава великого впливу домігся президент «К.» У.Шеффер, трохи меншого — його наступник Г. Ф. Кройц.
Часто особи, що займали посади глави «К.», фактично ставали міністрами, а експедиції набирали тоді характеру міністерств. Зі скасуванням в 1789 році риксрода дорога для закріплення такого становища була відкрита, однак цього не сталося.

## Канцелярія 1809—1840
Революція 1809 призвела до більш міцної організації. Форма правління визначала кількість експедицій в Канцелярії до чотирьох: військова експедиція, цивільна експедиція, торгово-фінансова експедиція, церковна експедиція, кожна з державним секретарем на чолі. Державні секретарі сиділи в одночасно і в створеній Державній раді, але кожен з них лише у випадках, коли справи розглядалися в межах їхньої сфери відповідальності.
Вся ця організація мала серйозні недоліки. Позиція чотирьох державних секретарів у урядовій раді була слабкою, і участь щодо підготовки справ була, таким чином, недостатньою. Все це було своєрідним компромісом між уявленнями густавських часів про проблеми, представленими міністрами секретаріату, і старими традиціями ради. Але повернення до старих традицій в Канцелярії відбулось у 1809 році. До її складу увійшли міністр закордонних справ як голова, канцлер суду, чотири державні секретарі, деякі секретаріати, очільник поштової служби, секретар кабінету міністрів та секретар Національного архіву.

## Відомча реформа 1840

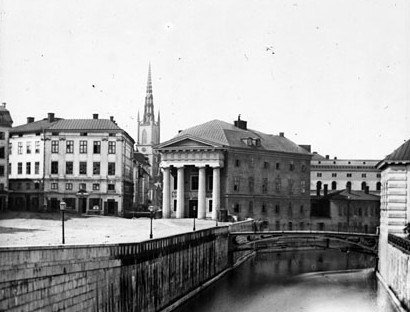
Старий офіс в Mynttorget.

Організація 1809 року виявилася незадовільною. Ще в 1833 р. Канцелярія була скасована. У 1840 році відбулася повна трансформація як Державної Ради, так і Секретаріату в результаті, так званої,Відомчої реформи 1840. Експедиції канцлера стали міністерствами, у кількості семи: Міністерство юстиції, Міністерство закордонних справ, Міністерство оборони, Міністерство цивільних справ, Міністерство фінансів та Міністерство освіти. Посада овканслера зникла. 